# المپیک زمستانی
بازی‌های المپیک زمستانی یک رویداد ورزشی جهانی در رشته‌های گوناگون ورزشی است که هر چهار سال یک بار برگزار می‌شود. در این مسابقات ورزشکاران در بازی‌هایی که مرتبط با برف و یخ است، مثل اسکی و هاکی روی یخ و نظایر آن، به رقابت می‌پردازند. شامونی در شرق فرانسه نخستین شهری بود که در سال ۱۹۲۴ در آن المپیک زمستانی برگزار شد. بازی‌های المپیک مدرن از بازی‌های المپیک باستانی الهام گرفته شده‌اند که از ۷۷۶ قبل از میلاد تا ۳۹۴ بعد از میلاد در المپیا یونان برگزار می‌شد. پیر دو کوبرتن فرانسوی ۱۵۰۰ سال بعد در سال ۱۸۹۴ کمیته بین‌المللی المپیک (IOC) را تأسیس کرد که منجر به اولین بازی‌های المپیک تابستانی مدرن در آتن در سال ۱۸۹۶ شد. او همچنین منشور ساختار و اختیارات آن را تعریف می‌کند. کمیته بین‌المللی المپیک بدنه حاکم بر جنبش المپیک است که منشور المپیک ساختار و اختیارات آن را مشخص می‌کند. پنج ورزش اصلی المپیک زمستانی (شامل نه رشته) بابسلد، کرلینگ، هاکی روی یخ، اسکی نوردیک (شامل رشته‌های گشت نظامی، اسکی صحرانوردی، نوردیک ترکیبی، و اسکی پرش) و اسکیت روی یخ (متشکل از رشته‌های اسکیت نمایشی و اسکیت سرعت) بودند.
این بازی‌ها از سال ۱۹۲۴ تا ۱۹۳۶ هر چهار سال یکبار برگزار می‌شد، در سال‌های ۱۹۴۰ و ۱۹۴۴ با جنگ جهانی دوم قطع شد و در سال ۱۹۴۸ از سر گرفته شد. تا سال ۱۹۹۲، بازی‌های المپیک تابستانی و بازی‌های المپیک زمستانی در همان سال برگزار می‌شد.

## تاریخچه
زمانی که کمیته بین‌المللی المپیک (آی.اُ. سی) در سال ۱۸۹۴ تأسیس شد، یکی از ورزش‌های پیشنهادی به آن برای برگزاری در المپیک، ورزش اسکیت‌روی‌یخ بود. اسکیت‌روی‌یخ تا سال ۱۹۰۸ در المپیک جایی نداشت. این ورزش برای اولین بار در المپیک ۱۹۰۸ لندن رسماً به بازیهای المپیک تابستانی پیوست. در المپیک لندن رشتهٔ اسکیت‌روی‌یخ در بخش پاتیناژ نمایشی برگزار شد و اولریش سالشو سوئدی و مادگه سیرز از انگلستان موفق به کسب عنوان قهرمانی در بخش انفرادی شدند.
سه سال بعد شاهزادهٔ ایتالیایی، اوجنیو برونتا دوسیو، به کمیتهٔ المپیک پیشنهاد کرد تا یک هفته از زمان المپیک تابستانی ۱۹۱۲، که در استکهلم برگزار می‌شد، را به انجام بازیهای زمستانی اختصاص دهد. اما مسئولان برگزاری این بازی‌ها با چنین ایده‌ای مخالفت کردند.
این ایده چهار سال بعد برای المپیک ۱۹۱۶ که در برلین برگزار می‌شد نیز مجدداً پیشنهاد گردید، اما این بار با مخالفت کمی روبرو شد و مسئولان در نظر گرفتند تا یک هفتهٔ زمستانی را به بازیهای تابستانی ۱۹۱۶ اختصاص دهند. ورزشهایی که در این هفته برگزار می‌شدند اسکی سرعت، اسکیت نمایشی (پاتیناژ)، هاکی روی یخ و پرش با اسکی بودند.
المپیک ۱۹۲۰ آنتورپ (بلژیک) اولین المپیکی بود که بعد از جنگ جهانی اول برگزار شد. این المپیک دارای هفتهٔ زمستانی نبود، اما اسکیت‌روی‌یخ و هاکی‌روی‌یخ نیز در آن انجام می‌شد. سال بعد، در کنگره سالانه آی.اُ.سی. مسئولان این کمیته تصمیم براین گرفتند که بازی‌های المپیک ۱۹۲۴ که در شهر شامونی فرانسه برگزار می‌شد، دارای هفتهٔ بین‌المللی بازیهای زمستانی باشد. هفتهٔ ورزشهای زمستانی در بازیهای ۱۹۲۴ برگزار شد که اتفاقاً با استقبال خوبی هم همراه بود.
در کنگرهٔ سال ۱۹۲۵، کمیتهٔ بین‌المللی المپیک به این نتیجه رسید که بازیهای زمستانی را به‌طور جداگانه و تحت‌المپیکی مجزا و با نام بازی‌های المپیک زمستانی، هر چهار سال یکبار، برگزار کند. المپیک ۱۹۲۴ شامونی توسط کمیتهٔ بین‌المللی المپیک به عنوان اولین المپیک زمستانی شناخته می‌شود.

## ورزش‌ها
| رشته ورزشی            | سال‌ها                | تعداد رویدادها | رویدادها در بازی‌های ۲۰۱۰ |
| --------------------- | -------------------- | -------------- | --- |
| اسکی آلپاین           | از ۱۹۳۶              | ۱۰             | اسکی سرعت، مارپیچ سرعت، مارپیچ بزرگ، مارپیچ کوچک و سوپر ترکیبی مردان و زنان. |
| بیاتلون               | از ۱۹۶۰              | ۱۰             | اسپرینت (مردان: ۱۰ کیلومتر؛ زنان: ۷٫۵ کیلومتر)، انفرادی (مردان: ۲۰ کیلومتر؛ زنان: ۱۵ کیلومتر)، تعقیبی (مردان: ۱۲٫۵ کیلومتر؛ زنان: ۱۰ کیلومتر)، امدادی (مردان: ۴x۷٫۵ کیلومتر؛ زنان: ۴x۶ کیلومتر)، and the mass start (مردان: ۱۵ کیلومتر؛ زنان: ۱۲٫۵ کیلومتر). |
| بابسلد                | ۱۹۲۴–۱۹۵۶ ۱۹۶۴-اکنون | ۳              | چهارنفره مردان، دونفره مردان و دونفره زنان. |
| اسکی صحرانوردی        | از ۱۹۲۴              | ۱۲             | اسپرینت مردان، اسپرینت تیمی، ۳۰ کیلومتر تعقیبی، ۱۵ کیلومتر، ۵۰ کیلومتر و ۴x۱۰ کیلومتر امدادی، اسپرینت زنان، اسپرینت تیمی، ۱۵ کیلومتر تعقیبی، ۱۰ کیلومتر، ۳۰ کیلومتر (زنان) و ۴x۵ کیلومتر امدادی.                                                             |
| کرلینگ                | ۱۹۲۴ ۱۹۹۸–اکنون      | ۲              | مردان و زنان. |
| اسکیت نمایشی          | از ۱۹۲۴Note 1        | ۴              | انفرادی زنان و مردان، دونفره و رقص یخی. |
| اسکی نمایشی           | از ۱۹۹۲              | ۶              | مگول، آریال، اسکی‌کراس، سوپرپایپ، و اسلوپستایل. |
| هاکی روی یخ           | از ۱۹۲۴Note 2        | ۲              | مردان و زنان. |
| لژسواری               | از ۱۹۶۴              | ۳              | انفرادی زنان و مردان، دونفره مردان. |
| دوگانه                | از ۱۹۲۴              | ۳              | مردان ۱۰ کیلومتر انفرادی شیب عادی، ۱۰ کیلومتر انفرادی و تیمی شیب بزرگ. |
| اسکیت سرعت مسیر کوتاه | از ۱۹۹۲              | ۸              | ۵۰۰ متر مردان و زنان، ۱۰۰۰ متر، ۱۵۰۰ متر، ۳۰۰۰ متر امدادی زنان؛ و ۵۰۰۰ متر امدادی مردان. |
| اسکلتون               | ۱۹۲۴; ۱۹۴۸ از ۲۰۰۲   | ۲              | مردان و زنان. |
| پرش با اسکی           | از ۱۹۲۴              | ۳              | انفرادی شیب بزرگ مردان، انفرادی شیب کوچک و تیمی شیب بزرگ. |
| اسنوبرد               | از ۱۹۹۸              | ۶              | مارپیچ بزرگ پارالل زنان و مردان، نیم‌لوله و انوبردکراس. |
| اسکی سرعت             | از ۱۹۲۴              | ۱۲             | ۵۰۰ متر زنان و مردان، ۱۰۰۰ متر، ۱۵۰۰ متر، ۵۰۰۰ متر و پرسوت تیمی، ۳۰۰۰ متر زنان؛ ۱۰۰۰۰ متر مردان. |

^ Note 1. رقابت‌های اسکیت نمایشی در بازی‌های المپیک تابستانی ۱۹۰۸ و بازی‌های المپیک تابستانی ۱۹۲۰ برگزار شد.

^ Note 2. یک دوره رقابت‌های هاکی روی یخ مردان در بازی‌های المپیک تابستانی ۱۹۲۰ برگزار شد.

## فهرست دوره‌های المپیک زمستانی
| ردیف | سال  | شهر میزبان                  | کشور میزبان             |
| ---- | ---- | --------------------------- | ----------------------- |
| ۱    | ۱۹۲۴ | شامونی (۱)                  | فرانسه (۱)              |
| ۲    | ۱۹۲۸ | سن موریس (۱)                | سوئیس (۱)               |
| ۳    | ۱۹۳۲ | لپلاسید، نیویورک (۱)        | ایالات متحده آمریکا (۱) |
| ۴    | ۱۹۳۶ | گارمیسک-پارتن‌کرچن (۱)       | آلمان نازی (۱)          |
| ۵    | ۱۹۴۰ | ساپورو (۱)                  | ژاپن (لغو) (۱)          |
| ۵    | ۱۹۴۴ | کورتینا دی آمپرزو (لغو) (۱) | ایتالیا (لغو) (۱)       |
| ۵    | ۱۹۴۸ | سن موریس (۲)                | سوئیس (۲)               |
| ۶    | ۱۹۵۲ | اسلو (۱)                    | نروژ (۱)                |
| ۷    | ۱۹۵۶ | کورتینا دی آمپزو (۱)        | اتریش (۱)               |
| ۸    | ۱۹۶۰ | دره اسکوا، کالیفرنیا (۱)    | ایالات متحده آمریکا (۲) |
| ۹    | ۱۹۶۴ | اینزبروک (۱)                | اتریش (۱)               |
| ۱۰   | ۱۹۶۸ | گرنوبل (۱)                  | فرانسه (۲)              |
| ۱۱   | ۱۹۷۲ | ساپورو (۱)                  | ژاپن (۱)                |
| ۱۲   | ۱۹۷۶ | اینزبروک (۲)                | اتریش (۲)               |
| ۱۳   | ۱۹۸۰ | لیک پلاسید، نیویورک (۲)     | ایالات متحده آمریکا (۳) |
| ۱۴   | ۱۹۸۴ | سارایوو (۱)                 | یوگسلاوی (۱)            |
| ۱۵   | ۱۹۸۸ | کالگری، آلبرتا (۱)          | کانادا (۱)              |
| ۱۶   | ۱۹۹۲ | آلبرتویل (۱)                | فرانسه (۳)              |
| ۱۷   | ۱۹۹۴ | لیل هامر (۱)                | نروژ (۲)                |
| ۱۸   | ۱۹۹۸ | ناگانو (۱)                  | ژاپن (۲)                |
| ۱۹   | ۲۰۰۲ | سالت لیک سیتی، یوتا (۱)     | ایالات متحده آمریکا (۴) |
| ۲۰   | ۲۰۰۶ | تورین (۱)                   | ایتالیا (۲)             |
| ۲۱   | ۲۰۱۰ | ونکوور، بریتیش کلمبیا (۱)   | کانادا (۲)              |
| ۲۲   | ۲۰۱۴ | سوچی، سرزمین کراسنودار (۱)  | روسیه (۱)               |
| ۲۳   | ۲۰۱۸ | پیونگ چانگ(1)               | کره جنوبی(۱)            |
| ۲۴   | ۲۰۲۲ | پکن(۲)                      | چین(۱)                  |

کشورهایی که المپیک‌های زمستانی را میزبانی کرده‌اند یا برای میزبانی آن انتخاب شده‌اند:
ایالات متحده(۴)، فرانسه(۳)، کانادا(۲)، ایتالیا(۲)، ژاپن(۲)، سوییس(۲)، اتریش(۲)، نروژ(۲)، آلمان(۱)، یوگسلاوی(۱)